# John Cuffe
John Otway O'Conner Cuffe, III conte di Desart (12 ottobre 1818 – 1º aprile 1865), è stato un politico irlandese.

## Biografia
Era il figlio di John Cuffe, II conte di Desart, e di sua moglie, Catherine O'Connor. Successe al padre nella contea nel 1820, all'età di due anni.

## Carriera politica
Fu membro della Camera dei Comuni per il collegio di Ipswich, tra il giugno e il luglio 1842, quando la sua elezione fu dichiarata nulla. Nel 1846 fu eletto come rappresentante del pari irlandese prendendo il suo posto nella Camera dei lord, che mantenne fino alla sua morte nel 1865. Fu Sottosegretario di Stato per la Guerra e le Colonie, durante il governo di Lord Derby.

## Matrimonio
Sposò, il 28 giugno 1842, Lady Elizabeth Lucy Campbell, figlia di John Campbell, I conte di Cawdor e di Lady Elizabeth Thynne. Ebbero quattro figli:
- Lady Alice Mary Cuffe (?-19 novembre 1893), sposò John Henniker-Major, V barone di Stratford-upon-Slaney, ebbero undici figli;
- William Cuffe, IV conte di Desart (10 luglio 1845-15 settembre 1898);
- Hamilton Cuffe, V conte di Desart (30 agosto 1848-4 novembre 1934);
- Lord Otway Seymour Cuffe (1849-3 gennaio 1912), sposò Elizabeth St. Aubyn, non ebbero figli;

## Morte
Morì il 1º aprile 1865, all'età di 46 anni.